# Josef Černý (politik)
Josef Černý (28. února 1885 Nepolisy – 7. prosince 1971 New York) byl československý politik, meziválečný ministr vnitra a poslanec Národního shromáždění za Republikánskou stranu zemědělského a malorolnického lidu.

## Biografie
Pocházel z Královéhradecka. Angažoval se v České agrární společnosti, která působila jako odborné těleso napojené na agrární stranu.
V letech 1918–1920 zasedal v Revolučním národním shromáždění. V parlamentních volbách v roce 1920 se stal poslancem Národního shromáždění a mandát obhájil ve všech následujících volbách, tedy v parlamentních volbách v roce 1925, parlamentních volbách v roce 1929 i parlamentních volbách v roce 1935. Poslanecké křeslo si oficiálně podržel do zrušení parlamentu roku 1939, přičemž krátce předtím ještě v prosinci 1938 přestoupil do nově vzniklé Strany národní jednoty.
Po smrti Antonína Švehly patřil k představitelům mladší generace, která zvýšila svůj vliv v agrární straně. Byl zetěm Antonína Švehly.
Působil jako ministr vnitra v druhé vládě Jana Malypetra, třetí vládě Jana Malypetra, první vládě Milana Hodži, druhé vládě Milana Hodži a třetí vládě Milana Hodži. Podle údajů z roku 1935 bydlel v Praze.
V roce 1935 obdržel čestné občanství města Hořic.
Po únoru 1948 emigroval s manželkou do USA a v letech 1948–1969 byl předsedou Republikánské (agrární) strany v exilu.